# گیبولدهاوزن
گیبولدهاوزن (به آلمانی: Gieboldehausen) یک منطقهٔ مسکونی در آلمان است که در گوتینگن واقع شده‌است. گیبولدهاوزن  ۴٬۱۳۱ نفر جمعیت دارد.

## خواهرخوانده
شهر گاردونی خواهرخواندهٔ گیبولدهاوزن هست.